# Tenualosa
Tenualosa is een geslacht van straalvinnige vissen uit de familie van haringen (Clupeidae). Het geslacht is voor het eerst wetenschappelijk beschreven in 1934 door Fowler.

## Soorten
- Tenualosa ilisha (Hamilton, 1822)
- Tenualosa macrura (Bleeker, 1852)
- Tenualosa reevesii (Richardson, 1846)
- Tenualosa thibaudeaui (Durand, 1940)
- Tenualosa toli (Valenciennes, 1847)